# Hekeling van krijgslieden en pretmakende armoezaaiers
Hekeling van krijgslieden en pretmakende armoezaaiers is een gravure naar een verloren gegane compositie van de Nederlandse schilder Jheronimus Bosch.

## Voorstelling
Het stelt een aantal vreemd uitziende krijglieden voor, die verwikkeld zijn in een even bizar als gruwelijk gevecht. Links staan een aantal schutters op vogelpoten met hun pijl-en-boog in de aanslag, terwijl rechts een geharnaste ridder aan het spit levend geroosterd wordt. Linksboven wordt een slagerij geplunderd en rechtsboven wordt een boerderij in brand gestoken, met daarvoor een boer die om zijn leven smeekt. De maker van deze prent hekelt die personen die zich schuldig maken aan vechtlust, niet alleen van gemeen volk, maar indirect ook van de adel. Door beide partijen met elkaar in gevecht te laten gaan, kiest hij echter geen partij.

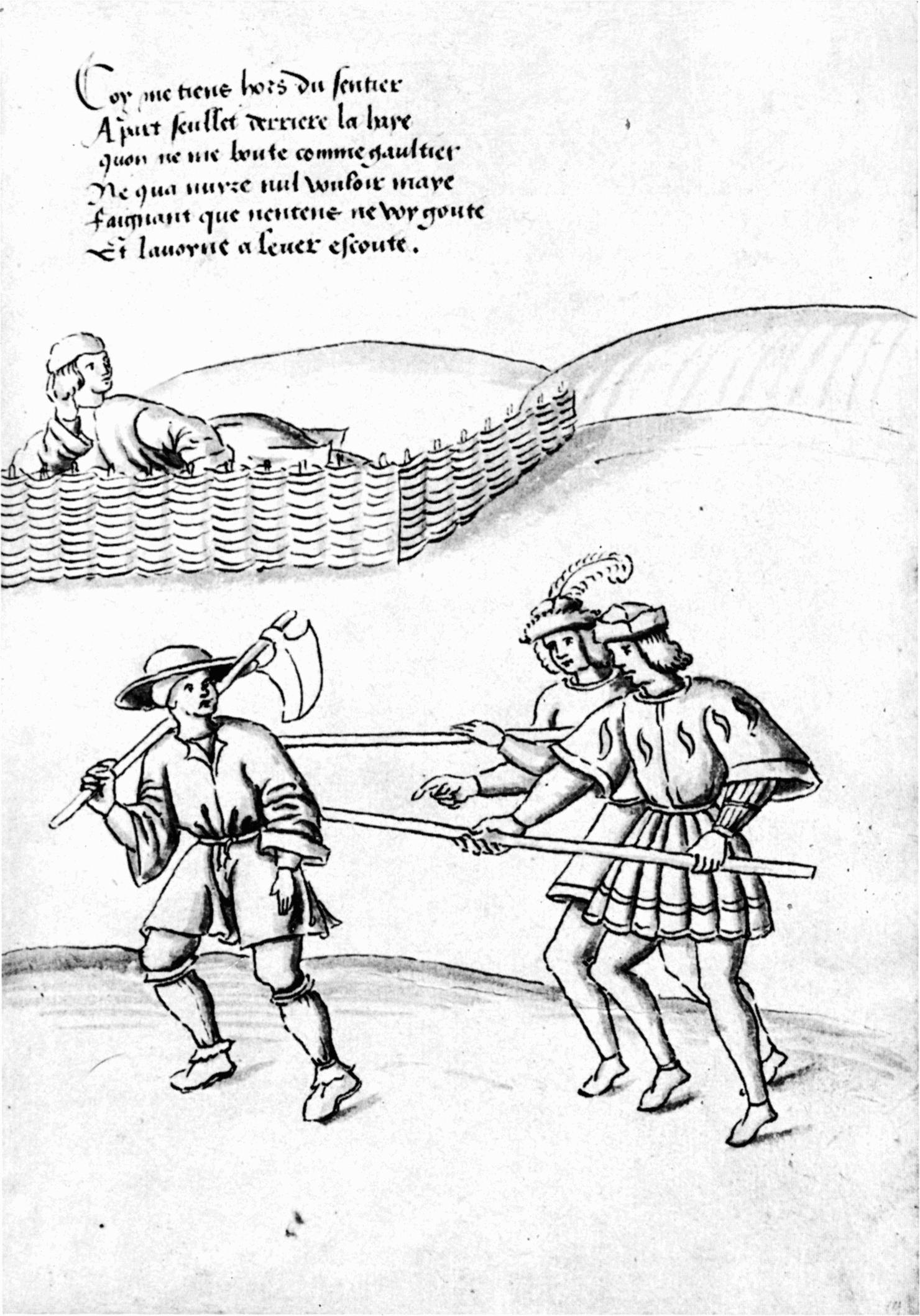
Anoniem. Aanmaning tot terughoudendheid. Chantilly, Musée Condé.

De voorstelling sluit aan bij laat-middeleeuwse literatuur, waarin agressie en strijd veroordeeld wordt en waarin de gewone man opgeroepen wordt terughoudend te zijn in het gebruik van geweld. Als het ging om agressie van buitenaf, was het beter zo onopvallend mogelijk te zijn, zoals blijkt uit een tekening in een Frans spreekwoordenboek, waarop een man vanachter een hek ziet hoe een boer door twee edelen lastiggevallen wordt. Bij de tekening staat de tekst:

Coy me tiens hors du sentier // A puit seullet derriere la hare // quon ne me boute comme gaultier // Ne qua nurze nul vouloir maye // faugnant que nentens ne voy goute // Et lauorue a Leuer escoute.

Ik blijf stil op enige afstand van de weg, heel alleen achter een haag, om niet zoals Jan en alleman klappen te krijgen, en om te verhinderen dat iemand mij schade wil berokkenen. Ik doe of ik niets hoor of zie, en wacht af.

'Lijd en mijd' was het devies. De gravure gaat dus bewust de frontale confrontatie met de macht uit de weg. Op deze manier moet ook de tekening De grote vissen eten de kleine, die mogelijk ook aan een werk van Bosch ontleend is, gezien worden.

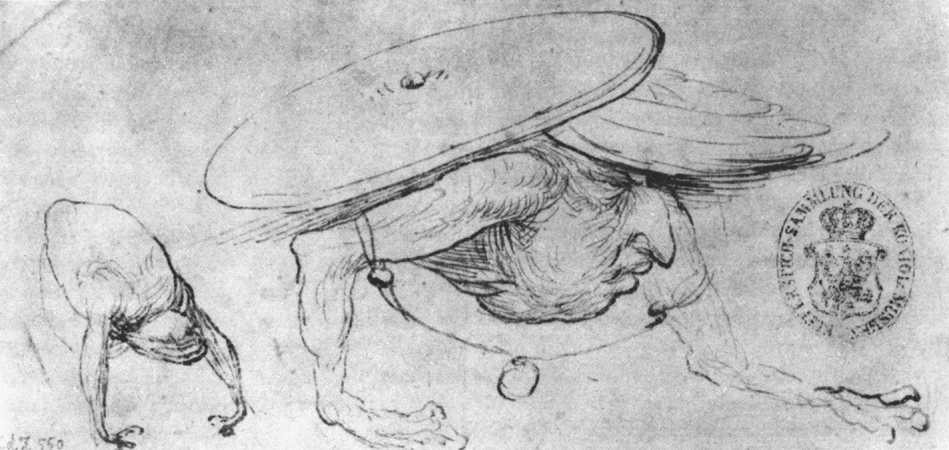
Jheronimus Bosch. Kopvoeter en een gedrocht. Pen en bruine inkt. Berlijn, Kupferstichkabinett.

## Toeschrijving
Veel details op de gravure, zoals de 'kopvoeter' en de uitvergrote voorwerpen, sluiten nauw aan bij werk van Jheronimus Bosch. Men gaat er dan ook van uit dat de prent ontleend is aan een schets van deze schilder. Volgens de kunsthistoricus Max Friedländer lijkt de gravure tijdens Bosch' leven te zijn ontstaan. Hoewel de gravure volgens hem een beetje onhandig is uitgevoerd, is het niet onmogelijk dat hij teruggaat op een studie van de meester.